# 馮志超
馮志超（?—?），本籍江南長洲，吏員出身，亦曾任內閣供事，是中國清朝官員，於1697年上任新港巡檢，隸屬於台灣道台灣府，為台灣清治時期的地方官員，該官職主要從事新港之管理事務。
| 前任： 孫禮棠 | 台灣府新港巡檢 1697年上任 | 繼任： 蔣復新 |